# صور جبران
صور جبران قرية من قرى مصراتة تقع بمنطقة قصر أحمد, ويحدها من جهة الشمال البحر الأبيض والمتوسط ومن الشرق قصر أحمد البلد ومن الغرب قرية الملائطة ومن الجنوب الحي الصناعي (أو ما يسمى بالمدينة السكنية - قصر أحمد) وكذلك سبخة قصر أحمد.

## أهم المناطق
- في المركز : الحفيرة.
- في الشمال: الطونية والجديدة و أم الريح.
- في الشرق: جنان علي والسواني البحريات.
- في الغرب: منطقة نوال وانباك موسى.
- في الجنوب: القطعة والقريعة.

## المعالم التاريخية
مسجد الشيخ خليفة القديم والموجود بمنطقة الحفيرة والذي يرجع تاريخ إنشائه حسب السكان المحليين لأكثر من 500 عام , وهو يعتبر أحد أقدم المعالم التاريخية بمدينة مصراتة.

## المراكز الثقافية ومراكز التحفيظ
يوجد بالمنطقة مركز واحد لتحفيظ القرآن الكريم وهو مركز تحفيظ الشاطبي وهو تابع لمسجد شهداء قصر أحمد الذي تم إنشائه في الفترة ما بين 2000 - 2001 ويدرس بهذا المركز عدد من المشائخ والقراء أمثال الشيخ محمد بن غزي والشيخ محمد الرعيض والشيخ عبد الرحمن زبلح.

## الزراعة والثروة الحيوانية
تشتهر منطقة صور جبران بزراعة النخيل , كما تعتمد على زراعة المحاصيل كالشعير والفول والبازيلاء في بعض المناطق الجنوبية والشرقية للمنطقة.
كما يشتغل الكثير من أبناء المنطقة بصيد الأسماك وذلك بحكم قرب المنطقة من البحر واحتوائه على ميناء للصيد البحري , وكذلك تربية الأغنام والماعز والدواجن خاصة في المناطق البرية بالمنطقة.

## الطرق والمواصلات
بالمنطقة طريق معبد يصلها بالميناء البحري يمتد لمسافة 2 كيلو متر , كما يصلها في الاتجاه المقابل مع وسط المدينة مصراتة يمتد لحوالي 10 كيلومترات , كما يصلها طريق آخر بطريق البحر أو ما يعرف بطريق قصر أحمد - زريق .